# Éterpigny (Pas-de-Calais)
Éterpigny ist eine französische Gemeinde mit 254 Einwohnern (Stand 1. Januar 2022) im Pas-de-Calais in der Region Hauts-de-France. Sie gehört zum Arrondissement Arras, zum Kanton Brebières und zum Kommunalverbandes Osartis Marquion.

## Lage
Die Gemeinde Éterpigny liegt am Südostrand des Artois, auf halbem Weg zwischen den Städten Arras und Cambrai an der oberen Sensée, die hier ihren Zufluss Cojeul aufnimmt. Nachbargemeinden von Éterpigny sind Sailly-en-Ostrevent im Norden, Étaing im Nordosten, Dury im Südosten, Haucourt im Südwesten sowie Rémy im Westen.

## Bevölkerungsentwicklung
| Jahr                       | 1962 | 1968 | 1975 | 1982 | 1990 | 1999 | 2006 | 2012 | 2022 |
| -------------------------- | ---- | ---- | ---- | ---- | ---- | ---- | ---- | ---- | ---- |
| Einwohner                  | 123  | 119  | 123  | 158  | 202  | 167  | 213  | 244  | 254  |
| Quellen: Cassini und INSEE |      |      |      |      |      |      |      |      |      |

## Sehenswürdigkeiten
- Kirche Saint-Martin
- Schloss Éterpigny
- Soldatenfriedhof des Commonwealth

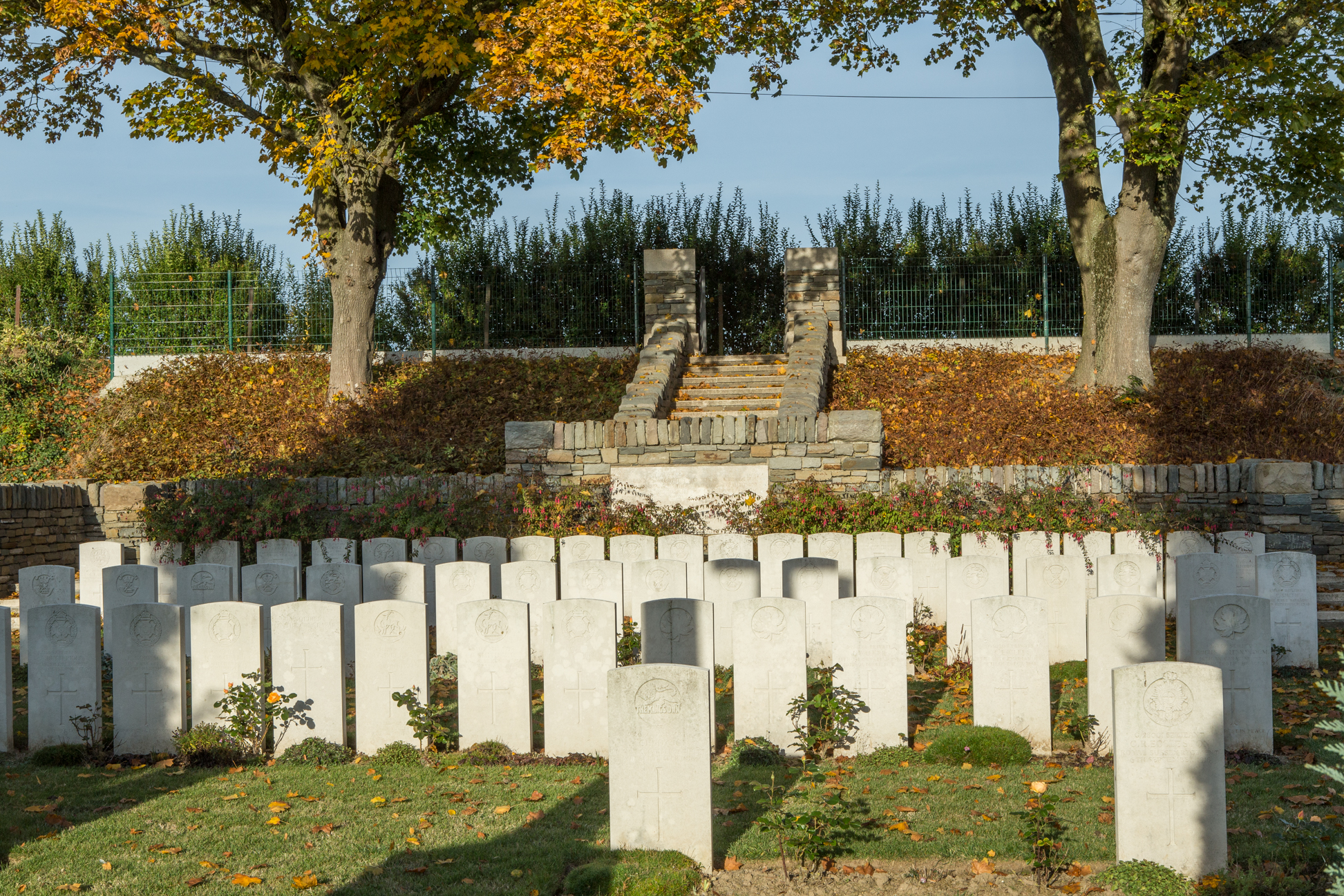
Soldatenfriedhof
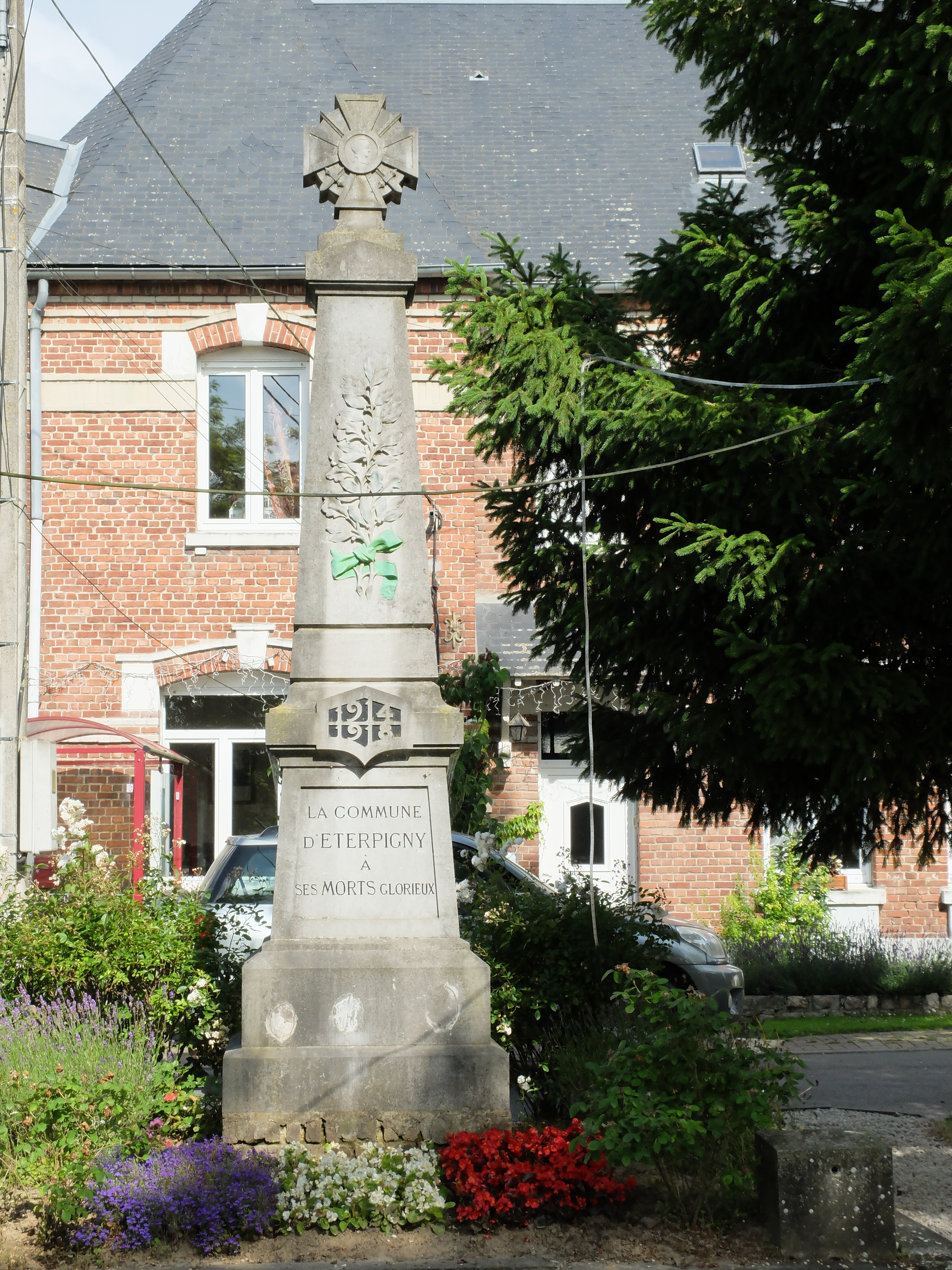
Gefallenendenkmal